# Conetoe
La ville de Conetoe (en anglais [kəˈniːtə]) est située dans le comté d'Edgecombe, dans l’État de Caroline du Nord, aux États-Unis. Sa population s’élevait à 294 habitants lors du recensement de 2010, estimée à 277 habitants en 2016.

## Démographie
| 1890 | 1900 | 1910 | 1920 | 1930 | 1940 |
| ---- | ---- | ---- | ---- | ---- | ---- |
| 88   | 132  | 158  | 160  | 196  | 194  |

| 1950 | 1960 | 1970 | 1980 | 1990 | 2000 |
| ---- | ---- | ---- | ---- | ---- | ---- |
| 172  | 147  | 160  | 215  | 292  | 365  |

| 2010 | - | - | - | - | - |
| ---- | - | - | - | - | - |
| 294  | - | - | - | - | - |

## Source
- (en) Cet article est partiellement ou en totalité issu de l’article de Wikipédia en anglais intitulé « Conetoe, North Carolina » (voir la liste des auteurs).

1. ↑  (en) « Statistiques des États-Unis - Caroline du Nord - Profils des communautés de 2010 » (consulté en novembre 2020)